# Тамен, Педру
Педру Марио Аллес Тамен (порт. Pedro Mário Alles Tamen, 1 декабря 1934, Лиссабон — 29 июля 2021) — португальский поэт и переводчик.

## Биография
Окончил юридический факультет Лиссабонского университета. Как поэт дебютировал в 1956. Служил в издательстве (1958—1975), в Фонде Галуста Гюльбенкяна (1975-2000). Возглавлял Португальский ПЕН-клуб (1987—1990), входил в правление Португальской ассоциации писателей. Переводил книги по гуманитарным и социальным наукам, художественную литературу и др. словесность, в том числе — библейские псалмы, Сказание о Гильгамеше, Сада, Дидро, Мериме, Флобера, Мопассана, Лотреамона, Л.Толстого, Пруста, Бретона, Батая, Превера, Сартра, Фуко, Перека, Жабеса, Уэльбека, Маркеса, Онетти, Варгаса Льосу и многих других.

## Книги стихов
- Стихи на каждый день/ Poema para Todos os Dias (1956)
- Кровь, вода и вино/ O Sangue, a Água e o Vinho (1958)
- Записанное на память/ Escrito de Memória (1973)
- Сорок два сонета/ Os Quarenta e Dois Sonetos (1973)
- Principio de Sol (1982)
- Retábulo das Matérias, избранные стихи 1956—2001 (2001)
- Analogia e Dedos (2006)
- O Livro do Sapateiro (2010)
- Um Teatro às Escuras (2011)

## Признание
Премия Дона Диниша (1981). Большая национальная премия за перевод (1990). Премия ПЕН-клуба (2000). Премия Инес де Кастро (2007). Большая поэтическая премия Португальской ассоциации писателей, специальная премия за перевод (обе — 2011) и многие другие награды. Стихи Тамена переведены на ряд языков Европы и мира.